# 香莸
香莸（学名：Pseudocaryopteris bicolor）为唇形科锥花莸属下的一个种。过去曾被分入莸属下。
种名 bicolor 意为“二色的”。

## 异名
香莸有如下异名：